# Oostenrijk op de Olympische Zomerspelen 1992
Oostenrijk nam deel aan de Olympische Zomerspelen 1992 in Barcelona, Spanje. 

## Medailleoverzicht
| Sport        | Olympiër                                           | Discipline      | Medaille |
| ------------ | -------------------------------------------------- | --------------- | -------- |
| Paardensport | Boris Boor Thomas Frühmann Jörg Münzner Hugo Simon | springconcours  | Zilver   |
| Roeien       | Arnold Jonke Christoph Zerbst                      | dubbel-twee (m) | Zilver   |

## Deelnemers en resultaten per onderdeel

### Atletiek
| Olympiër                                                            | Discipline               | Resultaat | Prestatie |
| ------------------------------------------------------------------- | ------------------------ | --------- | --- |
| Andreas Berger                                                      | 100m (m)                 | DSQ       | serie 2: gediskwalificeerd |
| Andreas Berger                                                      | 200m (m)                 | 28e       | serie 1: 2de in 21,02 kwartfinale 3: 6de in 21,02 |
| Andreas Berger                                                      | 200m (m)                 | 22e       | serie 11: 3de in 21,02 kwartfinale 1: 5de in 20,83 |
| Herwig Röttl                                                        | 110m horden (m)          | DNF       | serie 4: 2de in 13,41 kwartfinale 2: 3de in 13,68 halve finale 1: niet gestart |
| Michael Buchleitner                                                 | 3000m steeplechase (m)   | 27e       | serie 1: 8ste in 8.40,46 |
| Christoph Pöstinger Thomas Renner Andreas Berger Franz Ratzenberger | 4x100m (m)               | 7e        | serie 3: 3de in 39,86 halve finale 2: 3de in 39,34 finale: 7de in 39,30 |
| Helmut Schmuck                                                      | marathon (m)             | 47e       | 2:23.38 |
| Stefan Wögerbauer                                                   | 50km snelwandelen (m)    | 26e       | 4:17.25 |
| Hermann Fehringer                                                   | polsstokhoogspringen (m) | DNS       | kwalificatie groep A: niet gestart |
| Klaus Bodenmüller                                                   | kogelstoten (m)          | 6e        | kwalificatie groep B: 5de met 19,86m finale: 6de met 20,48m |
| Klaus Bodenmüller                                                   | kogelslingeren (m)       | 9e        | kwalificatie groep A: 4de met 75,28m finale: 9de met 75,14m |
| Gernot Kellermayr                                                   | tienkamp (m)             | 11e       | 100m: 1ste in 10,49 verspringen: 6de met 7,53m kogelstoten: 14de met 14,56m hoogspringen: 24ste met 1,91m 400m: 2de in 47,91 110m horden: 6de in 14,64 discuswerpen: 9de met 45,06m polsstokhoogspringen: 11de met 4,80m speerwerpen: 20ste met 53,74m 1500m: 25ste in 4.52,56 totaal: 8076 punten |
|                                                                     |                          |           | |
| Sabine Tröger                                                       | 100m (v)                 | 33e       | serie 7: 5de in 11,69 kwartfinale 4: 8ste in 11,76 |
| Sabine Tröger                                                       | 200m (v)                 | 22e       | serie 5: 3de in 23,72 kwartfinale 4: 7de in 23,41 |
| Theresia Kiesl                                                      | 1500m (v)                | 19e       | serie 3: 7de in 4.07,81 halve finale 2: 12de in 4.07,46 |
| Ljudmila Ninova                                                     | verspringen (v)          | 12e       | kwalificatie groep A: 6de met 6,53m |
| Sigrid Kirchmann                                                    | hoogspringen (v)         | 5e        | kwalificatie groep A: 7de met 1,92m finale: 5de met 1,94m |
| Ursula Weber                                                        | discuswerpen (v)         | 27e       | kwalificatie groep B: 13de met 51,62m |

### Badminton
| Olympiër                 | Discipline     | Resultaat | Prestatie                                                                                          |
| ------------------------ | -------------- | --------- | -------------------------------------------------------------------------------------------------- |
| Hannes Fuchs             | enkelspel (m)  | 17e       | 1ste ronde: W van SRI Wijekoon: 15-9, 15-11 2de ronde: V van IND Bhattacharjee: 15-8, 11-15, 11-15 |
| Jürgen Koch              | enkelspel (m)  | 17e       | 1ste ronde: W van GER Kuhl: 17-14, 12-15, 15-2 2de ronde: V van HKG Wong: 18-17, 6-15, 3-15        |
| Hannes Fuchs Jürgen Koch | dubbelspel (m) | 17e       | 1ste ronde: V van CAN Humble/Kaul: 11-15, 11-15                                                    |

### Handbal
| Olympiër | Discipline | Resultaat | Prestatie |
| --- | ---------- | --------- | --- |
| Stanka Bozovic Slavica Đukić Jadranka Jez Kerstin Jönsson Leona Kloud Jasna Kolar-Merdan Sandra Mamoli Edith Matei Iris Morhammer Nicole Peissl Karin Prokop Marianna Racz Natali Rusnatchenko Barbara Strass Liliana Topea Teresa Zurowski | vrouwen    | 5e        | groep A: 3de W van Spanje: 20-16 G van Zuid-Korea: 27-27 V van Noorwegen: 17-19 5-6de plek: W van Verenigde Staten: 26-17 |

| Groep A |            |             |             |             |             |            |            |            |        |
| #       | Land       | Wedstrijden | Wedstrijden | Wedstrijden | Wedstrijden | Doelpunten | Doelpunten | Doelpunten | Punten |
| #       | Land       | G           | W           | G           | V           | V          | T          | Saldo      | Punten |
| 1       | Zuid-Korea | 3           | 2           | 1           | 0           | 82         | 61         | +21        | 5      |
| 2       | Noorwegen  | 3           | 2           | 0           | 1           | 55         | 60         | -5         | 4      |
| 3       | Oostenrijk | 3           | 1           | 1           | 1           | 64         | 62         | +2         | 3      |
| 4       | Spanje     | 3           | 0           | 0           | 3           | 50         | 68         | -18        | 0      |

| Ronde      | Datum     | Plaats           | Land  | Score      | Land |
| ---------- | --------- | ---------------- | ----- | ---------- | ---- |
| Groepsfase |           |                  |       |            |      |
| 30 juli    | Barcelona | Oostenrijk       | 20-16 | Spanje     |      |
| 1 augustus | Barcelona | Zuid-Korea       | 27-27 | Oostenrijk |      |
| 3 augustus | Barcelona | Noorwegen        | 19-17 | Oostenrijk |      |
| 5-6de plek |           |                  |       |            |      |
| 7 augustus | Barcelona | Verenigde Staten | 17-26 | Noorwegen  |      |

### Judo
| Olympiër           | Discipline | Resultaat | Prestatie |
| ------------------ | ---------- | --------- | --- |
| Manfred Hiptmair   | -60kg (m)  | 9e        | 1ste ronde: W van HKG Lee: koka 2de ronde: W van BIH Paradžik: ippon 3de ronde: W van KUW Mohamed: yuko kwartfinale: V van JPN Koshino: ippon herkansingen: V van HUN Wágner: ippon |
| Norbert Haimberger | -71kg (m)  | 22e       | 1ste ronde: W van ARG Antinori: ippon 2de ronde: V van FIN Korhonen: yuko |
| Anton Summer       | -78kg (m)  | 18e       | 1ste ronde: vrij 2de ronde: W van POR Matias: waza-ari 2de ronde: V van FRA Damaisin: ippon                                                                                         |
|                    |            |           | |
| Michaela Bornemann | -48kg (v)  | 9e        | 1ste ronde: W van USA Lafon: walk-over 2de ronde: W van FIN Mutanen: ippon 3de ronde: V van ALG Souakri: koka herkansingen: V van VEN Villapol: waza-ari                            |
| Barbara Eck        | -56kg (v)  | 9e        | 1ste ronde: W van GER Hausch: waza-ari 2de ronde: V van GBR Fairbrother: koka herkansingen: V van FRA Arnaud: yuko                                                                  |
| Susanne Profanter  | -61kg (v)  | 16e       | 1ste ronde: W van DOM Vargas: yuko 2de ronde: V van GBR Bell: yuko |

### Kanovaren
| Olympiër        | Discipline   | Resultaat | Prestatie                                                                     |
| Slalom          | Slalom       | Slalom    | Slalom                                                                        |
| --------------- | ------------ | --------- | ----------------------------------------------------------------------------- |
| Gregor Becke    | K-1 (m)      | 33e       | run 1: 35ste in 133,65 run 2: 25ste in 123,65                                 |
| Manuel Köhler   | K-1 (m)      | 17e       | run 1: 13de in 113,68 run 2: 15de in 117,06                                   |
| Horst Pock      | K-1 (m)      | 12e       | run 1: 9de in 112,22 run 2: 8ste in 114,41                                    |
| Sprint          |              |           |                                                                               |
| Uschi Profanter | K-1 500m (v) | 5e        | serie 1: 5de in 1.56,25 halve finale 1: 4de in 1.52,86 finale: 5de in 1.53,17 |

### Paardensport
| Olympiër                                           | Discipline     | Resultaat | Prestatie |
| Dressuur                                           | Dressuur       | Dressuur  | Dressuur |
| -------------------------------------------------- | -------------- | --------- | --- |
| Elisabeth Max-Theurer                              | individueel    | 8e        | Grand Prix: 7de met 1585 punten Grand Prix Special: 8ste met 1380 punten |
| Springconcours                                     |                |           | |
| Boris Boor                                         | individueel    | 83e       | kwalificatie: 83ste 1ste ronde: 81ste met 0 punten 2de ronde: 78ste met 0,00 punten totaal: 0 punten                                                                                |
| Thomas Frühmann                                    | individueel    | 21e       | kwalificatie: 19de met 167 punten finale: 21ste 1ste ronde: 14de met 8 strafpunten 2de ronde: niet gefinisht                                                                        |
| Jörg Münzner                                       | individueel    | 56e       | kwalificatie: 56ste 1ste ronde: 23ste met 64,50 punten 2de ronde: 39ste met 48,00 punten totaal: 112,5 punten                                                                       |
| Hugo Simon                                         | individueel    | 24e       | kwalificatie: 27ste 1ste ronde: 1ste met 82,50 punten 2de ronde: 8ste met 72,50 punten 3de ronde: niet gefinisht totaal: 155 punten finale: 24ste 1ste ronde: 24ste met 8,50 punten |
| Boris Boor Thomas Frühmann Jörg Münzner Hugo Simon | springconcours | Zilver    | 1ste ronde: 2de met 4,25 strafpunten 2de ronde: 4de met 12,50 strafpunten totaal: 16,75 strafpunten                                                                                 |

### Roeien
| Olympiër                                                 | Discipline      | Resultaat | Prestatie |
| -------------------------------------------------------- | --------------- | --------- | --- |
| Harald Faderbauer                                        | skiff (m)       | 8e        | serie 4: 1ste in 6.57,72 halve finale 2: 6de in 7.42,85 finale B: 2de in 6.58,97                             |
| Arnold Jonke Christoph Zerbst                            | dubbel-twee (m) | Zilver    | serie 1: 2de in 6.40,19 halve finale 1: 1ste in 6.18,52 finale: 2de in 6.18,42                               |
| Arnold Jonke Christoph Zerbst                            | twee-zonder (m) | 12e       | serie 4: 4de in 7.44,81 herkansingen: 2de in 6.52,89 halve finale 1: 5de in 6.45,42 finale B: 6de in 6.46,68 |
| Dietmar Kuttelwascher Volkmar Kuttelwascher Markus Irle  | twee-met (m)    | 10e       | serie 1: 4de in 7.14,29 herkansingen: 3de in 7.21,06 halve finale 2: 5de in 7.05,89 finale B: 4de in 7.12,40 |
| Günther Schuster Walter Kaiser Gert Port Horst Nußbaumer | dubbel-vier (m) | 14e       | serie 2: 5de in 6.01,12 herkansingen: 6de in 6.02,96 finale C: 2de in 6.13,75                                |

### Schermen
| Olympiër                                                                   | Discipline      | Resultaat | Prestatie |
| -------------------------------------------------------------------------- | --------------- | --------- | --- |
| Michael Ludwig                                                             | floret (m)      | 31e       | 1ste ronde groep 6: 3de V van GER Schreck: 4-5 W van CUB García: 5-4 W van GBR McKenzie: 5-3 V van HKG Wu: 4-5 V van JPN Nagano: 3-5 2de ronde: W van KOR Kim: 5-2, 1-5, 6-4 3de ronde: V van FRA Omnès: 1-5, 3-5 herkansingen: V van GBR Davis: 2-5, 3-5 |
| Anatol Richter                                                             | floret (m)      | 11e       | 1ste ronde groep 3: 4de V van HUN Érsek: 1-5 V van GBR Davis: 1-5 W van GER Wagner: 5-4 W van USA Bravin: 5-0 W van PAR da Ponte: 5-2 W van SIN Wong: 5-2 2de ronde: vrij 3de ronde: W van GER Weidner: 6-5, 3-5, 5-4 4de ronde: V van SWE Kajbjer: 5-3, 3-5, 1-5 herkansingen: W van GBR Davis: 5-1, 6-4 herkansingen 2: W van EUN Shevchenko: 6-4, 6-5 herkansingen 3: V van FRA Omnès: 1-5, 3-5 |
| Joachim "Benny" Wendt                                                      | floret (m)      | 8e        | 1ste ronde groep 8: 1ste W van ITA Numa: 5-3 W van ESP Guerra: 5-1 W van EGY Abdallah: 5-2 W van HKG Tang: 5-2 V van POL Krzesiński: 4-5 2de ronde: vrij 3de ronde: W van FRA Groc: 1-5, 5-1, 5-3 4de ronde: W van HUN Érsek: 5-2, 2-5, 5-3 5de ronde: W van ITA Numa: 5-6, 5-1, 5-2 kwartfinale: V van FRA Omnès: 3-5, 3-5                                                                        |
| Joachim Wendt Anatol Richter Michael Ludwig Robert Blaschka Merten Mauritz | floret team (m) | 11e       | 1ste ronde groep 4: 3de V van Duitsland: 3-9 V van Zuid-Korea: 4-9 |

### Schietsport
| Olympiër           | Discipline                 | Resultaat | Prestatie                                                                           |
| ------------------ | -------------------------- | --------- | ----------------------------------------------------------------------------------- |
| Thomas Farnik      | 10m luchtgeweer (m)        | 5e        | kwalificatie: 6de met 590 punten (97-100-98-97-100-98) finale: 5de met 690,2 punten |
| Wolfram Waibel jr. | 10m luchtgeweer (m)        | 11e       | kwalificatie: 11de met 589 punten (100-98-97-96-100-98)                             |
| Thomas Farnik      | 50m geweer 3 houdingen (m) | 14e       | kwalificatie: 14de met 1160 punten (391-387-382)                                    |
| Wolfram Waibel jr. | 50m geweer 3 houdingen (m) | 38e       | kwalificatie: 38ste met 1140 punten (394-379-367)                                   |
| Wolfram Waibel jr. | 50m geweer liggend (m)     | 11e       | kwalificatie: 11de met 596 punten (99-100-100-100-99-98)                            |
| Wolfram Waibel sr. | 50m geweer liggend (m)     | 31e       | kwalificatie: 31ste met 591 punten (98-100-99-99-96-99)                             |
|                    |                            |           |                                                                                     |
| Jana Kubala        | 25m pistool (v)            | 14e       | kwalificatie: 14de met 575 punten (288-287)                                         |
| Jana Kubala        | 10m luchtpistool (v)       | 12e       | kwalificatie: 12de met 378 punten (93-94-94-97)                                     |
|                    |                            |           |                                                                                     |
| Josef Hahnenkamp   | skeet                      | 33e       | kwalificatie: 33ste met 144 punten (25-23-24-24-25-23)                              |

### Schoonspringen
| Olympiër       | Discipline   | Resultaat | Prestatie                          |
| -------------- | ------------ | --------- | ---------------------------------- |
| Jürgen Richter | 3m plank (m) | 24e       | voorronde: 24ste met 336,78 punten |
| Niki Stajković | 3m plank (m) | 22e       | voorronde: 22ste met 339,75 punten |

### Synchroonzwemmen
| Olympiër                          | Discipline | Resultaat | Prestatie                                                                         |
| --------------------------------- | ---------- | --------- | --------------------------------------------------------------------------------- |
| Beatrix Müllner                   | Solo       | 17e       | technische figuren: 40ste met 82,363 punten kwalificatie: 17de met 172,603 punten |
| Christine Müllner                 | Solo       | 36e       | technische figuren: 36ste met 83,207 punten                                       |
| Beatrix Müllner Christine Müllner | duet       | 13e       | kwalificatie: 13de met 173,385 punten                                             |

### Tafeltennis
| Olympiër              | Discipline     | Resultaat | Prestatie |
| --------------------- | -------------- | --------- | --- |
| Ding Yi               | enkelspel (m)  | 5e        | groep O: 2de W van JPN Shibutani: 2-0 W van CUB Arado: 2-0 W van NZL Jackson: 2-0 2de ronde: W van BEL Saive: 3-0 (21-17, 21-17, 21-15) 3de ronde: V van FRA Gatien: 2-3 (13-21, 22-20, 21-18, 18-21, 5-21) |
| Ding Yi Erich Amplatz | dubbelspel (m) | 17e       | groep A: 3de V van KOR Kang/Lee: 0-2 V van SWE Lindh/Persson: 0-2 |

### Tennis
| Olympiër                    | Discipline     | Resultaat | Prestatie                                                                                           |
| --------------------------- | -------------- | --------- | --------------------------------------------------------------------------------------------------- |
| Thomas Muster               | enkelspel (m)  | 33e       | 1ste ronde: V van FRA Leconte: 6-7(5), 6-7(9), 4-6                                                  |
| Horst Skoff                 | enkelspel (m)  | 33e       | 1ste ronde: V van SWE Larsson: 2-6, 3-6, 3-6                                                        |
|                             |                |           | |
| Barbara Paulus              | enkelspel (v)  | 17e       | 1ste ronde: W van GBR Javer: 6-7(9), 6-4, 6-3 2de ronde: V van GER Huber: 4-6, 1-6                  |
| Petra Ritter                | enkelspel (v)  | 33e       | 1ste ronde: V van EUN Maniokova: 1-6, 6-7(4)                                                        |
| Judith Wiesner              | enkelspel (v)  | 33e       | 1ste ronde: V van ESP Martínez: 6-4, 1-6, 2-6                                                       |
| Petra Ritter Judith Wiesner | dubbelspel (v) | 9e        | 1ste ronde: W van LAT Gustmane/Neiland: 6-4, 5-4, 6-3 2de ronde: V van EUN Meskhi/Zvereva: 1-6, 1-6 |

### Wielersport
| Olympiër             | Discipline       | Resultaat | Prestatie                                                   |
| Baan                 | Baan             | Baan      | Baan                                                        |
| -------------------- | ---------------- | --------- | ----------------------------------------------------------- |
| Christian Meidlinger | tijdrit (m)      | 13e       | 1.06,509                                                    |
| Franz Stocher        | puntenkoers (m)  | 13e       | halve finale 1: 2de met 31 punten finale: 9de met 18 punten |
| Weg                  |                  |           |                                                             |
| Andreas Langl        | wegwedstrijd (m) | 54e       | 4:35.56                                                     |
| Peter Luttenberger   | wegwedstrijd (m) | 29e       | 4:35.56                                                     |
| Georg Totschnig      | wegwedstrijd (m) | 56e       | 4:35.56                                                     |

### Worstelen
| Olympiër       | Discipline     | Resultaat      | Prestatie |
| Grieks-Romeins | Grieks-Romeins | Grieks-Romeins | Grieks-Romeins |
| -------------- | -------------- | -------------- | --- |
| Anton Marchl   | -74kg (m)      | 6e             | groep A: 3de W van ALG Bouguerra: 3-1 W van ESP Recuero: 3-1 V van SWE Kornbakk: 1-3 W van Onafhankelijk deelnemer Trajković: 3-1 V van POL Tracz: 0-3 5-6de plek: V van FRA Riemer: 0-3,5 |
| Franz Marx     | -90kg (m)      | 9e             | groep B: 5de W van TUN Naouar: 3-0 V van CUB Peña: 1-3 V van SWE Ljungberg: 1-3 9-10de plek: W van BUL Yordanov: walk-over                                                                 |

### Zeilen
| Olympiër                                     | Discipline        | Resultaat | Prestatie                               |
| -------------------------------------------- | ----------------- | --------- | --------------------------------------- |
| Christoph Sieber                             | lechner A-390 (m) | 5e        | 110,1 punten: (18-8-2-6-2-12-6-27-3-13) |
| Hans Spitzauer                               | finn (m)          | 8e        | 79,4 punten: (9-15-5-15-3-3-16)         |
| Christian Binder Markus Piso                 | 470 (m)           | 26e       | 153,0 punten: (4-20-24-31-25-23-23)     |
|                                              |                   |           |                                         |
| Stephan Schurich Markus Schneeberger         | flying dutchman   | 16e       | 107,0 punten: (7-19-18-11-8-8-21)       |
| Andreas Hagara Roman Hagara                  | tornado klasse    | 7e        | 65,4 punten: (6-6-1-18-4-13-9)          |
| Hubert Raudaschl Friedrich Xaver Gruber      | star klasse       | 20e       | 123,0 punten: (15-18-18-11-11-14-22)    |
| Michael Luschan Stefan Lindner Georg Stadler | soling klasse     | 19e       | 98,0 punten: (9-15-17-9-18-19)          |

### Zwemmen
| Olympiër      | Discipline           | Resultaat | Prestatie                     |
| ------------- | -------------------- | --------- | ----------------------------- |
| Thomas Farnik | 100m vlinderslag (m) | 26e       | serie 6: 4de in 55,45         |
| Thomas Farnik | 200m vlinderslag (m) | 32e       | serie 3: 4de in 2.02,88       |
|               |                      |           |                               |
| Martina Nemec | 100m schoolslag (v)  | 25e       | serie 2: 1ste in 1.13,32 (NR) |
| Martina Nemec | 200m schoolslag (v)  | 25e       | serie 1: 1ste in 2.36,65      |
| Martina Nemec | 200m wisselslag (v)  | 27e       | serie 3: 4de in 2.22,63       |

Albanië · Algerije · Amerikaanse Maagdeneilanden · Amerikaans-Samoa · Andorra · Angola · Antigua en Barbuda · Argentinië · Aruba · Australië · Bahama's · Bahrein · Bangladesh · Barbados · België · Belize · Benin · Bermuda · Bhutan · Bolivia · Bosnië en Herzegovina · Botswana · Brazilië · Britse Maagdeneilanden · Bulgarije · Burkina Faso · Canada · Centraal-Afrikaanse Republiek · Chili · China · Chinees Taipei · Colombia · Congo-Brazzaville · Cookeilanden · Costa Rica · Cuba · Cyprus · Denemarken · Djibouti · Dominicaanse Republiek · Duitsland · Ecuador · Egypte · El Salvador · Equatoriaal-Guinea · Estland · Ethiopië · Fiji · Filipijnen · Finland · Frankrijk · Gabon · Gambia · Gezamenlijk team · Ghana · Grenada · Griekenland · Groot-Brittannië · Guam · Guatemala · Guinee · Guyana · Haïti · Honduras · Hongarije · Hongkong · Ierland · IJsland · India · Indonesië · Irak · Iran · Israël · Italië · Ivoorkust · Jamaica · Japan · Jemen · Jordanië · Kaaimaneilanden · Kameroen · Kenia · Koeweit · Kroatië · Laos · Lesotho · Letland · Libanon · Libië · Liechtenstein · Litouwen · Luxemburg · Madagaskar · Malawi · Malediven · Maleisië · Mali · Malta · Marokko · Mauritanië · Mauritius · Mexico · Monaco · Mongolië · Mozambique · Myanmar · Namibië · Nederland · Nederlandse Antillen · Nepal · Nicaragua · Nieuw-Zeeland · Niger · Nigeria · Noord-Korea · Noorwegen · Oeganda · Oman · Oostenrijk · Pakistan · Panama · Papoea-Nieuw-Guinea · Paraguay · Peru · Polen · Portugal · Puerto Rico · Qatar · Roemenië · Rwanda · Saint Vincent‑Grenadines · Salomonseilanden · Samoa · San Marino · Saoedi-Arabië · Senegal · Seychellen · Sierra Leone · Singapore · Slovenië · Soedan · Spanje · Sri Lanka · Suriname · Swaziland · Syrië · Tanzania · Thailand · Togo · Tonga · Trinidad en Tobago · Tsjaad · Tsjecho-Slowakije · Tunesië · Turkije · Uruguay · Vanuatu · Venezuela · Verenigde Arabische Emiraten · Verenigde Staten · Vietnam · Zaïre · Zambia · Zimbabwe · Zuid-Afrika · Zuid-Korea · Zweden · Zwitserland · Onafhankelijke olympische deelnemers